# Augusto Genina

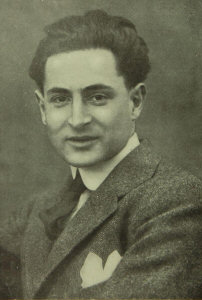
Augusto Genina (1920)

Augusto Genina (* 28. Januar 1892 in Rom, Italien; † 18. September 1957 ebenda) war ein italienischer Filmregisseur und Drehbuchautor.

## Leben
Genina brach sein Ingenieursstudium ab, um für die Zeitschrift Il Mondo Theaterkritiken zu schreiben. Auf Anraten von Aldo De Benedetti verfasste er einige Filmideen und sandte sie Produktionsgesellschaften; so begann seine Filmarbeit 1912 als Drehbuchautor für Ugo Falenas Romeo und Julia (mit Gustavo Serena und Francesca Bertini). Im selben Jahr debütierte er auch als Regieassistent von Falena; sein erster Film in Eigenregie entstand 1913 in Spanien. Zahlreiche Werke folgten; er schuf so zum Beispiel einen Klassiker des italienischen Films, Cirano de Bergerac 1922. Von 1927 bis 1936 drehte er auch zehn Filme in Deutschland, mehrere davon waren Produktionen der Nero-Film AG. Auch in Frankreich und Österreich war Genina tätig. Bedeutende Werke wie Quartier Latin und Miss Europa (Prix de beauté) entstanden.
1936 kehrte Genina in sein Heimatland zurück, wo er den in der Afrikafrage regierungsunterstützenden Squadrone bianco drehte und auch weitere propagandistische Filme verantwortete, darunter die mit insgesamt zwei weiteren Hauptpreisen – den ersten erhielt besagter Squadrone bianco 1936 – bei den Filmfestspielen von Venedig, dem Coppa Mussolini, ausgezeichneten L’assedio dell’Alcazar 1940 und Bengasi 1942, für deren Drehbücher er ebenfalls zuständig war.
Nach dem Krieg war es einige Jahre ruhig um Genina, bevor er 1949 mit der Verfilmung der Geschichte von Maria Goretti, Cielo sulla palude, hinter die Kamera zurückkehrte. Seine weiteren Filme sind von geringerem Interesse.
Sein Cousin war der Regisseur Mario Camerini. Er war lange Zeit mit der Schauspielerin Carmen Boni liiert, heiratete aber schließlich Betty Becker.

## Filmografie (Auswahl)
- 1915: Gelosia
- 1917: Eldflugan (Lucciola)
- 1919: Lucrezia Borgia
- 1920: Das Weib und der Leichnam (La donna e il cadavere)
- 1923: Cyrano von Bergerac (Cirano di Bergerac)
- 1925: Mutter, verzeih mir (Il focolare spento)
- 1927: Blutende Herzen (Addio Giovinezza!)
- 1927: Die weiße Sklavin
- 1927: Die Gefangene von Shanghai
- 1927: Der Sprung ins Glück
- 1928: Das Mädchen der Straße
- 1928: Liebeskarneval
- 1928: Quartier Latin
- 1930: Miß Europa (Prix de beauté)
- 1931: Sünden um Mitternacht
- 1935: Vergiß mein nicht
- 1936: Blumen aus Nizza
- 1936: Die weiße Schwadron (Lo squadrone bianco)
- 1937: Frauenliebe – Frauenleid
- 1937: Nächte in Neapel (Naples au baiser de feu)
- 1939: Ins blaue Leben (Castelli in aria)
- 1940: Alkazar (L’assedio dell’Alcazar)
- 1942: Bengasi
- 1949: Himmel über den Sümpfen (Maria Goretti) (Cielo sulla palude)
- 1951: Die Leidenschaftliche (L’edera)
- 1952: Hemmungslos – drei verbotene Geschichten (Tre storie proibite)
- 1954: Magdalena – Tagebuch einer Verlorenen (Maddalena)
- 1955: Frou-Frou, die Pariserin (Frou-Frou)

## Einzelnachweis
1. ↑  Roberto Poppi: Dizionario del cinema italiano, I Registi, Gremese 2002, S. 200/201

| Personendaten    | Personendaten                                 |
| ---------------- | --------------------------------------------- |
| NAME             | Genina, Augusto                               |
| KURZBESCHREIBUNG | italienischer Filmregisseur und Drehbuchautor |
| GEBURTSDATUM     | 28. Januar 1892                               |
| GEBURTSORT       | Rom, Italien                                  |
| STERBEDATUM      | 18. September 1957                            |
| STERBEORT        | Rom, Italien                                  |